# Strobliella intermedia
Strobliella intermedia är en tvåvingeart som beskrevs av Jean-Jacques Kieffer 1898. Strobliella intermedia ingår i släktet Strobliella och familjen gallmyggor. Inga underarter finns listade i Catalogue of Life.